# 小関裕太
小関 裕太（こせき ゆうた、1995年〈平成7年〉6月8日 - ）は、日本の俳優。東京都出身。アミューズ所属。

## 略歴
2003年、アミューズ（アミューズモデルス）所属、芸能界デビュー。CM『セキスイハイム、となりのハイムさんシリーズ』に阿部寛の息子役で初CM出演。
2004年 5月31日、TBSテレビドラマ『月曜ミステリー劇場 ホステス探偵危機一髪6』に澤田豊役で初ドラマ出演。
2005年、舞台『劇団スーパー・エキセントリック・シアター ニライカナイ錬金王伝説』に真喜屋海斗役で初舞台出演。
2006年 4月6日、NHK教育テレビ『天才てれびくんMAX』に初出演。てれび戦士として3年間レギュラー出演を果たす。
同年7月11日 - 9月19日、フジテレビドラマ『ダンドリ。〜Dance☆Drill〜』に主演の榮倉奈々の弟、相川慶一役で連続ドラマ出演。
同年8月26日、映画『親指さがし』にて山田和正の幼少時代を演じ、初映画出演。
2008年、 舞台『FROGS』でカエルの子供おたまじゃくしーずの一人として出演。
2011年1月5日、『ミュージカル・テニスの王子様2ndシーズン』に初出演。2年間菊丸英二役を演じる。
2013年5月17日 - 7月27日、芸歴10周年の節目に、自身も子役として出演していた舞台『FROGS』にて、主演・カケル役で舞台初主演を務める。
2014年4月15日 - 6月24日、フジテレビドラマ『ビター・ブラッド〜最悪で最強の親子刑事〜』に鍵山功太役で8年ぶりに連続ドラマ出演。
同年12月20日、ファースト写真集『ゆうたび。』を発売。
2015年3月21日、映画『あしたになれば。』にて、主演・松井大介役で映画初主演。
同年11月19日、雑誌『Sparkle Vol.24』にて、初めて雑誌の単独表紙を飾る。
2016年1月10日 - 2月7日、ミュージカル『DNA-SHARAKU』にて、主演・結城連役で、ナオト・インティライミとダブル主演を務める。
同年11月19日、初カレンダー『小関裕太 2017年カレンダー』の発売が決定する。
2017年3月15日、CM「インドネシア日清食品 みく屋ラーメン 『みく屋ロックバンド』篇」にて、初海外CM出演。
2018年3月26日、テレビドラマ『わたしに××しなさい!』にて、主演・北見時雨役で、玉城ティナとダブル主演を務める。
同年8月7日、連続テレビ小説『半分、青い。』にて、健人役で連続テレビ小説初出演。
2019年10月25日、テレビドラマ『このミステリーがすごい! 大賞ドラマシリーズ 第3弾「死亡フラグが立ちました!」』にて、主演・陣内トオル役でテレビドラマ初単独主演を務める。
2020年2月4日、テレビアニメ『ブレーカーズ「パラ陸上・走り高跳び編」』にて、主演・勝役でテレビアニメ初声優を務める。

## 人物
- 2人兄妹の長男。
- 犬を2匹飼っており、名前はミニチュアダックスフント（チョコ）／トイプードル（キャンディー）。
- 特技は、ダンス、写真、利き食パン[1]。
- 好きな男性タレントは三浦春馬、Daniel Radcliffe[4]。
- 好きなアーティストはStevie Wonder、Billy Joel[4]。
- 好きな漫画はドラゴンボール、20世紀少年[4]。
- 好きな本はハリーポッター、山田悠介の本[4]。
- 好きな映画はハリーポッター[4]。
- 好きな場所は海、草原、空[4]。
- 好きな色はエメラルドグリーン[4]。
- 好きな言葉は一所懸命、一生懸命[4]。

## 出演
役名の太字は主演作品。

### テレビドラマ
- 月曜ミステリー劇場 ホステス探偵危機一髪6（2004年5月31日、TBS） - 澤田豊 役
- ダンドリ。〜Dance☆Drill〜（2006年7月11日 - 9月19日、フジテレビ） - 相川慶一 役
- 先生道 -聴く先生-（2007年、BS-i）
- 恋する日曜日 第3シリーズ『お引越し』（2007年6月2日、BS-i）
- ビター・ブラッド〜最悪で最強の親子刑事〜（2014年4月15日 - 6月24日、フジテレビ） - 鍵山功太 役[5]
- おやじの背中 第2話（2014年7月20日、TBS） - 雄介 役[6]
- ごめんね青春!（2014年10月12日 - 12月21日、TBS） - 村井守 役[7]
- 第13回テレビ朝日21世紀新人シナリオ大賞 大賞受賞作品『化石の微笑み』（2015年3月29日、テレビ朝日） - 宮原和哉 役[8]
- ホテルコンシェルジュ（2015年7月7日 - 9月22日、TBS） - 牧原豪太 役[9]
- 勇者ヨシヒコと導かれし七人 第9話（2016年12月3日、テレビ東京） - アルフレッド 役
- 恋がヘタでも生きてます（2017年4月6日 - 6月22日、読売テレビ・日本テレビ） - 柿谷真吾 役[10][11]
- 奥様は、取り扱い注意 第7話 - 第9話（2017年11月15日 - 29日、日本テレビ） - 安西 役
- 特命刑事 カクホの女 （2018年1月19日 - 3月9日、テレビ東京） - 緑川大和 役
- オー・マイ・ジャンプ! 〜少年ジャンプが地球を救う〜 第2話（2018年1月20日、テレビ東京） - 佐々木 役
- わたしに××しなさい!（2018年3月26日 - 4月16日、MBS / 2018年3月28日 - 4月18日、TBS） - 主演・北見時雨 役[注釈 1][12]
- やれたかも委員会 エピソード8 『太陽の塔編』（2018年6月18日、毎日放送 / 2018年6月20日、TBS） - 越田圭介 役[13]
- ゼロ 一獲千金ゲーム（2018年7月15日 - 9月16日、日本テレビ） - 氷川ユウキ 役[14]
- 連続テレビ小説 半分、青い。第110話 - 第137話・第156話（2018年8月7日 - 9月7日・29日、NHK総合） - 健人 役[15]
- 新しい王様（TBS・Paravi） - 若生 役[注釈 2][16]
  - Season1（2019年1月8日 - 17日）
  - Season2（2019年1月17日 - 3月14日）
- オリガミの魔女と博士の四角い時間 〜ガンガルーよ、永遠に〜（2019年6月7日、NHK Eテレ） - 飼育員 役
- Heaven? 〜ご苦楽レストラン〜 第5話・最終話（2019年8月6日・9月10日、TBS） - 峰和彦 役[17]
- このミステリーがすごい! 大賞ドラマシリーズ 第3弾『死亡フラグが立ちました!』（2019年10月25日 - 12月13日、関西テレビ） - 主演・陣内トオル 役[注釈 3][18]
- 来世ではちゃんとします（2020年1月9日 - 3月26日、テレビ東京） - 松田健 役[注釈 4][19]
  - 来世ではちゃんとします2（2021年8月12日 - 9月30日）[注釈 5][20]
  - 来世ではちゃんとします お正月初夢SP（2022年1月1日）[21]
  - 来世ではちゃんとします3（2023年1月5日 - 3月23日）[注釈 6][22]
- オートリバースの恋（2020年1月12日、NHK BS8K） - 主演・タロウ 役[注釈 7][23]
- 行列の女神〜らーめん才遊記〜（2020年4月20日 - 6月8日、テレビ東京） - 白坂隼人 役[24]
- 閻魔堂沙羅の推理奇譚 第1回（2020年10月31日、NHK総合） - 浜本尚太 役[25]
- おじさまと猫 第3話 - 最終話（2021年1月21日 - 3月25日、テレビ東京） - 森山良春 役[注釈 8][26]
- 知ってるワイフ 第6話 - 最終話（2021年2月11日 - 3月18日、フジテレビ） - 上原邦光 役[27]
- ラブコメの掟〜こじらせ女子と年下男子〜（2021年4月8日 - 6月24日、テレビ東京） - 真宮亮 役[28]
- ソロ活女子のススメ 第5話（2021年5月1日、テレビ東京） - 真宮亮 役[29]
- ハコヅメ〜たたかう!交番女子〜 第5話（2021年8月18日、日本テレビ） - 武田 役[30]
- スナック キズツキ（2021年10月9日 - 12月25日、テレビ東京） - 瀧井潤 役[31]
- おしゃ家ソムリエおしゃ子!2 第1話（2021年10月9日、テレビ東京） - 石際高目 役[32]
- 恋です!〜ヤンキー君と白杖ガール〜  第7話 - 最終話（2021年11月24日 - 12月15日、日本テレビ） - 緋山翔太 役[33]
- 君と世界が終わる日に 特別編（2022年2月25日、日本テレビ） - 五十嵐修一 役[34]
- ブラック/クロウズ〜roppongi underground〜（2022年6月29日・7月6日、フジテレビ） - 主演・神崎康樹 役[35]
  - ブラック/クロウズ〜roppongi underground〜2（2022年12月14日・21日、フジテレビ）[36]
- 石子と羽男-そんなコトで訴えます?- 第1話（2022年7月15日、TBS） -  沢村篤彦 役[37][38]
- サワコ 〜それは、果てなき復讐（2022年10月2日 - 12月4日、BS-TBS） - 八田雪斗 / 八田春斗 役[39]
- 癒やしのお隣さんには秘密がある（2023年7月8日 - 9月30日、日本テレビ） - 主演・仁科蒼真 役[40][41]
- 転職の魔王様 第10話 - 最終話（2023年9月18日 - 25日、関西テレビ・フジテレビ） - 児玉雄一郎 役[42][43]
- ゼイチョー〜『払えない』にはワケがある〜 第3話（2023年10月28日、日本テレビ） - 木下裕介 役[44]
- メロスの誕生（2023年12月18日、日本映画専門チャンネル） - 主演・鈴木翔 役[45][46]
- 大奥 第2話 - 第8話（2024年1月25日 - 3月7日、フジテレビ） - 葉山貞之助 役[47]
- 不適切にもほどがある! 第8話（2024年3月15日、TBS） - 倉持猛 役[48]
- 素晴らしき哉、先生!（2024年8月18日 - 10月6日、朝日放送テレビ・テレビ朝日） - 大友聖也 役[49][50]
- あのクズを殴ってやりたいんだ（2024年10月8日 - 12月10日、TBS） - 大葉奏斗 役[51]
- 御曹司に恋はムズすぎる（2025年1月7日 - 3月25日、関西テレビ・フジテレビ） - 成田理人 役[52]
- 相続探偵 第4話・第5話・最終話（2025年2月15日・22日・3月29日、日本テレビ） - 百万遍正臣 役[53][54]
- ゴースト・オブ・レディオ〜バチボコ怖い心霊バスツアー〜 ディレクターズカット版（2025年2月16日、WOWOW） - 主演・山本秀太 役[55]
- 問題物件 第7話（2025年2月26日、フジテレビ） - 岩下圭吾 役[56]
- いつか、ヒーロー（2025年4月6日 - 6月1日、朝日放送テレビ・テレビ朝日） - 小松崎実 役[57]
- 波うららかに、めおと日和（2025年4月24日 - 6月26日、フジテレビ） - 深見龍之介 役[58]
- ひとりでしにたい（2025年6月21日 - 8月2日、NHK総合） - 山口聡 役[59]

### 配信ドラマ
- 東京アリス（2017年8月25日 - 11月3日、Amazon Prime Video） - 東雲ケン 役[60]
- 天火、ヤマイヌ（犲）やめるってさ（2018年1月1日 - 5日、AbemaTV） - 永山蓮 役
- いつか、眠りにつく日（2019年3月12日 - 4月16日、FOD） - クロ 役[注釈 9][61]
- ラブコメの掟〜年下男子と妄想デート〜（2021年3月31日、Paravi 他） - 主演・真宮亮 役[28]
- 東京、愛だの、恋だの 第3話（2021年9月18日、Paravi） - 佐伯陸 役[62]
- シュウガク!（2022年4月5日、NUMA） - 香取瞬 役[63]
- 俺のはなし。（2022年6月17日、ソニー・ミュージックエンタテインメント ） - 主演[64]
- 死神さん2 第3話（2022年10月1日、Hulu） - 香川コジロー 役[65]
- 今日、ドイツ村は光らない（2022年10月5日、Hulu） - 主演[注釈 10][66]
- 癒やしのお隣さんには秘密がある スピンオフドラマ（2023年7月8日 - 9月23日、TVer） - 主演・仁科蒼真 役[67]
- 賭けからはじまるサヨナラの恋（2023年7月20日 - 9月7日、U-NEXT） - 里村紘一 役[68]
- あの夜を許してやりたいんだ（2024年11月12日 - 12月10日、TVer） - 主演・大葉奏斗 役[69]
- ゴースト・オブ・レディオ〜バチボコ怖い心霊バスツアー〜（2024年11月17日・29日、Streaming+・PIA LIVE STREAM） - 主演・山本秀太 役[70]
- 波うららかに、めおと日和 瀧昌の問題ありません!?編（2025年6月26日、FOD） - 深見龍之介 役[71]

### バラエティ番組
- 天才てれびくんMAX（2006年 - 2009年、NHK教育） - てれび戦士
- 恋んトス（TBS） - MC
  - シーズン6（2017年7月14日 - 9月29日）[注釈 11]
  - シーズン7（2018年1月20日 - 3月31日）
  - シーズン8（2018年10月6日 - 2月1日）[注釈 12]
  - シーズン9（2019年6月21日 - 10月25日）[注釈 12]
  - シーズン10（2020年3月6日 - 6月19日）[注釈 12]
  - シーズン11（2022年5月7日 - 8月12日）[注釈 12][72]
  - シーズン12（2023年9月30日 - ）[注釈 13][73]
- ハンサムゼミ（2021年1月26日 - 12月22日、MBS）[74]

### 情報番組
- めざましテレビ（2018年11月6日 - 27日、フジテレビ） - マンスリーエンタメプレゼンター[75]
- 王様のブランチ（2021年4月3日 - 2024年3月30日、TBS） - レギュラー[76]
- あらあらかしこ『圭祐&裕太 ふたり旅in宮城』（2021年7月3日 - 31日、仙台放送）[77]

### 語学番組
- 旅するイタリア語（2019年10月1日 - 2020年3月24日、NHK Eテレ）

### 音楽番組
- BOOM BOOM BOOM ch.（2020年9月3日 - 、スペースシャワーTV） - 司会[注釈 14][78]

### その他のテレビ番組
- 痛快TV スカッとジャパン （フジテレビ）
  - 『胸キュンスカッと〜恋のトリックオアトリート〜』（2017年10月30日） - 本郷亘 役
  - 『ストレス発散!スカッとする痛快話〜彼氏がナンパ!?…まさかの真相とは〜』（2020年6月15日） -  大関幸太 役
- ゆっくり私時間〜My Quality Life〜（2018年10月5日 - 2020年3月27日、日本テレビ）
- 土曜はナニする!? イケドラ（2020年10月3日 - 31日、関西テレビ）
- ドキュメント20min. MIDNIGHT TIMELINE（2022年4月11日、NHK総合）
- なぜ君は戦争に? 綾瀬はるか×news23（2025年8月14日、TBS）[79]

### 映画
- 親指さがし（2006年8月26日、監督：熊澤尚人） - 山田和正（幼少） 役
- ユメ十夜 第四夜（2007年、監督：清水厚） - 夏目漱石（幼少）役
- 大奥（2010年10月1日、監督：金子文紀） - 呉服之間 役
- ぶどうのなみだ（2014年10月11日、監督：三島有紀子） - アオ（青年期） 役[80]
- 空と海のあいだ（2014年12月27日、監督：南柱根） - 主演・中富真司 役[81][82]
- あしたになれば。（2015年3月21日、監督：三原光尋） - 主演・松井大介 役[83]
- Drawing Days（2015年6月6日、監督：原桂之介） - 主演・浦瀬夏生 役[84]
- ドロメ 男子篇・女子篇（2016年3月26日、監督：内藤瑛亮） - 主演・星野颯汰 役[85]
- 覆面系ノイズ（2017年11月25日、監督：三木康一郎） - 榊桃（モモ） 役[86][87]
- ちょっとまて野球部!（2018年1月27日、監督：宝来忠昭） - 秋本高兵 役[88]
- 曇天に笑う（2018年3月21日、監督：本広克行） - 永山蓮 役[89]
- わたしに××しなさい!（2018年6月23日、監督：山本透） - 主演・北見時雨 役[注釈 1][12]
- 春待つ僕ら（2018年12月14日、監督：平川雄一朗） - 神山亜哉 役[90]
- サムライマラソン（2019年2月22日、監督：バーナード・ローズ） - 三郎 役
- “隠れビッチ”やってました。（2019年12月6日、監督：三木康一郎） - 安藤剛 役[91]
- シグナル100（2020年1月24日、監督：竹葉リサ） - 榊蒼汰 役[92]
- みをつくし料理帖（2020年10月16日、監督：角川春樹） - 永田源斉 役[93]
- ライアー×ライアー（2021年2月19日、監督：耶雲哉治） - 烏丸真士 役[94][95]
- DIVOC-12 『ユメミの半生』（2021年10月1日、監督：上田慎一郎） - テツオ 役[96]
- 恋わずらいのエリー（2024年3月15日、監督：三木康一郎） - 汐田澄 役[97]

### 舞台
- 劇団スーパー・エキセントリック・シアター ニライカナイ錬金王伝説（2005年） - 真喜屋海斗 役
- FROGS（2008年） - おたまじゃくしーず 役
- ミュージカル しゅごキャラ!（2009年8月13日 - 23日） - 相馬空海 役
- 金色のコルダ ステラ・ミュージカル（2010年3月19日 - 24日） - 志水桂一 役
- 金色のコルダ ステラ・ミュージカル夏公演（2010年7月16日 - 25日 / 7月31日 - 8月2日） - 志水桂一 役
- BLACK＆WHITE 悪魔のテンシ 天使のアクマ（2010年8月28日 - 9月2日） - 天使25253 役
- ミュージカル・テニスの王子様2ndシーズン（2011年1月5日 - 2012年10月14日） - 菊丸英二 役[98]
- FROGS（2013年5月17日 - 26日、シアターグリーン / 7月18日 - 27日、AiiA 2.5 Theater Tokyo、アミューズ） - 主演・カケル 役[99]
- FROGS Special公演（2013年7月23日・7月27日、AiiA 2.5 Theater Tokyo、アミューズ） - フクロウ 役[99]
- ミュージカル『DNA-SHARAKU』（2016年1月10日 - 2017年2月7日、新国立劇場 中劇場 他2会場） - 主演・結城連 役[注釈 15][100]
- ミュージカル『わたしは真悟』（2016年12月2日 - 2017年1月26日、KAAT神奈川芸術劇場 他4会場） - ロビン 役[101]
- 朗読劇 私の頭の中の消しゴム 9th letter（2017年8月17日・8月20日、サンシャイン劇場） - 主演・浩介 役
- ミュージカル『モンティ・パイソンのSPAMALOT』featuring SPAM（2021年1月18日 - 2月28日、東京建物 Brillia HALL 他2会場） - ロビン卿 役[102]
- Japan Musical Festival 2022（2022年1月28日、LINE CUBE SHIBUYA）[103]
- ミュージカル『The View Upstairs-君と見た、あの日-』（2022年2月1日 - 13日、日本青年館ホール） - パトリック 役[104]
- ミュージカル『四月は君の嘘』（2022年5月7日 - 7月2日、日生劇場 他） - 主演・有馬公生 役[注釈 16][105]
- 舞台『キングダム』（2023年2月5日 - 5月11日、帝国劇場 他） - 嬴政 / 漂 役[注釈 17][106][107]
- 舞台『ジャンヌ・ダルク』（2023年11月28日 - 12月26日、東京建物 Brillia HALL 他） - シャルル7世 役[108]
- ミュージカル『ロミオ&ジュリエット』（2024年5月16日 - 7月15日、新国立劇場 中劇場 他2会場） - 主演・ロミオ 役[注釈 18][109]
- Friends of Disney Concert 〜10th Anniversary〜（2025年4月20日、東京国際フォーラム ホールA）[110]
- KOKAMI@network vol.21『サヨナラソング -帰ってきた鶴-』（2025年8月31日 - 9月28日〈予定〉、紀伊國屋ホール 他） - 主演・宮瀬陽一 / 与吉 役[111]

### イベント
- 天才てれびくんMAXスペシャル in NHKホール（2006年 - 2008年）
- THE GAME〜Boy's Film Show〜（2009年 - 2010年）
- テニミュ サポーターズクラブ プレミアム パーティー（2010年 - 2012年）[98]
- Amuse Presents SUPER HANDSOME LIVE（2012年 - 2025年）[注釈 19][112]
- Seventeen 夏の学園祭（2013年 - 2015年・2018年）
- 小関裕太 ファンイベント（2015年 - 2018年・2024年 - 2025年）[注釈 20][113][114]
- 小関裕太 カレンダー発売記念イベント（2016年 - 2023年）
- Act Against AIDS（2018年 -）[注釈 21]

### CM
- セキスイハイム、となりのハイムさんシリーズ（2003年 - 2004年）
- ファンタシースターポータブル2『やりこめる』篇（2009年）
- カルピス カルピスウォーター 『映画みたいな恋』篇 （2014年3月14日 -）[115]
- カルピス カルピスウォーター 『夏祭りの恋』篇 （2014年7月11日 -）[116]
- ニベア花王『ニベア リフレッシュプラス アクアモイスチャーボディジェル』 （2016年3月14日 -）
- コーセー エスプリーク エクラ 『いつもと違う私』篇（2016年11月7日 -）
- インドネシア日清食品 みく屋ラーメン 『みく屋ロックバンド』篇（2017年3月15日 -）[117]
- 三菱自動車工業 ekシリーズ PLUS Edition『Before After』篇（2017年10月5日 -）[118]
- リベル・エンタテインメント『A3!』（2018年8月3日 - 19日）
- 田中貴金属工業
  - 『金のタマゴ』篇（2019年3月18日 -）[119]
  - 『田中貴金属の純金積立 はじめての純金積立』篇 (2019年6月8日 -)[120]
  - 『ゴールドを、もっと自由に。』篇 (2019年12月1日 -)[121]
  - 『みんなの可能性』篇（2020年1月15日 -）[122]
  - 『金がつなぐ世界』篇（2022年10月1日 -）[123]
- 銀座カラー『GINZAの書店』篇・『GINZAのテラス』篇（2020年1月5日 -）[124]
- LG V60 ThinQ 5G（英語版）『LG V60 4人で四季集めてみた』篇（2020年5月1日 -）
- おやつカンパニー『"おやつのポテト"あなたはどっち派?』[125]
  - 『ポテト丸』篇（2020年8月12日 -）
  - 『ポテスマ』篇（2020年9月7日 -）
- 第一三共ヘルスケア ミノン
  - 『二人のこれから』篇・『小さな常連さん』篇（2020年9月28日 -）[126]
  - 『寄り添ってきた想い』篇（2023年9月13日 - ）[127]
  - 『想っている』篇（2024年10月5日 - ）[128]
- ポケモンカードゲーム ソード&シールド『ファミリーポケモンゲーム』（2021年7月2日 -）[129]
- 眞露 韓国焼酎チャミスル
  - 『恋スル!チャミスル』（2021年12月16日 -）[130]
  - 『恋スル!チャミスル2』（2022年4月19日 -）[131]
- ヤマサ醤油『昆布つゆーたのうちメシ日記』（2022年9月1日 -）[132]
- 明治『明治吸収サポート 野菜と一緒にのむヨーグルト』（2023年3月21日 -）[133]
- エウレカ Pairs
  - 『本命ならペアーズ』篇（2023年4月27日 - ）[134]
  - 『本命ならペアーズ 人柄からはじまる』篇（2023年12月22日 - ）[135]
  - 『本命ならペアーズ 二人のゆうた/まゆう』篇（2024年4月29日 - ）[136]
- TRANSIT×TOYOTA prius（2024年3月22日 - ）[137]

### インターネット放送
- FROGS-TV（2013年1月21日 - 7月16日、STOLABO TOKYO USTREAMチャンネル）[138]
- SUPER ハンサム LIVE Presents 『スクープを狙え!ハンサム新聞社!』（2013年10月17日 - 12月24日、STOLABO TOKYO USTREAMチャンネル）[138]
- みんなでリモトレ（2020年11月19日 - 2021年3月31日、auスマートパスプレミアム）[139]

### ミュージック・ビデオ
- 山下達郎『クリスマス・イブ』30周年記念シングル ショートフィルム（2013年11月20日、ワーナーミュージック・ジャパン） - 悠太 役
- サカナクション『陽炎』 映画『曇天に笑う』曇天ダンス〜D.D〜（2018年2月16日、松竹） - 永山蓮 役[140]
- ホタルライトヒルズバンド『エンディングノート』（2018年7月4日、ARIGATO MUSIC）
- TAOTAK『Anniversary』（2018年11月16日、ソニー・ミュージックエンタテインメント）
- 高橋優『若気の至り』（2019年2月28日、ワーナーミュージック・ジャパン）[141]
- JUJU『READ MY LIPS』（2019年3月6日、ソニー・ミュージックアソシエイテッドレコーズ）[142]
- ポルカドットスティングレイ『阿吽』（2019年7月17日、ユニバーサル シグマ）[注釈 22][143]
- GReeeeN『2/7の順序なき純情』（2019年10月23日、ZEN MUSIC）[注釈 23][144]
- sumika『アンコール』（2021年12月2日、ソニー・ミュージックレコーズ）[145]
- 上野大樹『光り』（2024年10月16日、cutting edge）[146]

### ラジオ番組
- 小関裕太のミュージックストーリーズ（2020年3月20日 - 、NHKラジオ第1放送）

### ラジオドラマ
- Very Merry Christmas（2013年12月15日、TOKYO FM） - 悠太 役[147]
- FMシアター 約束の船（2015年3月14日、NHK-FM放送） - 主演・洸一 役[148]
- あずかりやさん（2019年11月11日 - 15日、NHK-FM放送）

### モデル
- ACE adidas BAG COLLECTION イメージモデル（2015年）[149]
- 109MEN'S イメージモデル（2015年）
- Burberry Spring/Summer 2019 Collection イメージモデル（2019年）[150]
- TEAM HANDSOME!×SHIBUYA109 Valentine Campaign（2021年2月9日 - 23日）[151]
- ドウシシャ U.S.POLO ASSN. 2025年夏新作コレクションモデル（2025年）[152]

### ナレーション
- オストメイトモデル 私が"モデル"になった理由（2021年2月13日、NHK BS1）
- アール・ブリュット2022巡回展『かわるかたち』（2022年7月16日、東京都渋谷公園通りギャラリー）[153]
- イッタラ展 フィンランドガラスのきらめき（2022年9月17日 - 11月10日、Bunkamura ザ・ミュージアム）[154]
- 同時ドキュメント『群馬・ブラジル大統領選挙』（2022年11月11日、NHK総合）[155]
- MIDNIGHT TIMELINE 2023/4/1（2023年5月3日、NHK総合）[156]

### 声の出演

#### テレビアニメ
- ブレーカーズ『パラ陸上・走り高跳び編』（2020年2月4日 - 25日、NHK Eテレ） - 主演・勝 役

#### 吹き替え
- 長ぐつをはいたネコと9つの命（2023年3月17日、東宝東和 / ギャガ） - ワンコ 役〈ハーヴィー・ギレン〉[157]
- モアナと伝説の海2（2024年12月6日、ウォルト・ディズニー・ジャパン） - モニ 役〈フアラーライ・チョン〉[158]

## 作品

### CD
- 予習＋復習サウンドトラック 『THE HANDSOME SHOW』（2012年12月5日、アミューズソフトエンタテインメント）
- 予習＋復習サウンドトラック2013『LAUGH & PEACE』（2013年12月3日、アミューズソフトエンタテインメント）
- 予習＋復習サウンドトラック2014『EVER LASTING STORY』（2014年12月3日、アミューズソフトエンタテインメント）
- HANDSOME FESTIVAL 2016 予習Sound Track（2016年11月23日、アミューズソフトエンタテインメント）
- 15th Anniversary SUPER HANDSOME COLLECTION『JUMP↑』（2019年11月30日、アミューズソフトエンタテインメント）
- SUPER HANDSOME COLLECTION『GET IT BACK!』（2020年12月23日、アミューズソフトエンタテインメント）[159]

### 映像ソフト
- THE GAME〜Boy's Film Show〜（2009年、アミューズソフトエンタテインメント）
- THE GAME〜Boy's Film Show〜2010（2010年12月17日、アミューズソフトエンタテインメント）
- ミュージカル『テニスの王子様』2nd Season THE BEGINNING（2010年12月8日、マーベラスエンターテイメント）
- DVD『FROGS』（2013年11月15日、アミューズソフトエンタテインメント）
- ビター・ブラッド〜最悪で最強の親子刑事〜（2014年11月5日、アミューズソフトエンタテインメント）[160]
- ミュージカル『テニスの王子様』PV COLLECTION vol.3（2015年1月23日、マーベラスエンターテイメント）
- ぶどうのなみだ（2015年3月18日、アミューズソフトエンタテインメント）[161]
- ごめんね青春!（2015年6月3日、TCエンタテインメント）[7]
- あしたになれば。（2015年9月2日、ポニーキャニオン）[83]
- Drawing Days（2015年11月13日、アミューズソフトエンタテインメント）
- BOYS,BE HANDSOME!!!（2015年11月18日、アミューズソフトエンタテインメント）
- ホテルコンシェルジュ（2015年12月25日、TCエンタテインメント）
- ドロメ 男子篇・女子篇コンプリートBOX（2016年7月27日、TCエンタテインメント）
- ミュージカル『DNA-SHARAKU』（2016年11月16日、アミューズソフトエンタテインメント）
- Amuse Presents HANDSOME FESTIVAL 2016（2017年6月14日、アミューズソフトエンタテインメント）
- 小関裕太 DVD『22你好』（2017年6月24日、アミューズソフトエンタテインメント）
- 恋がヘタでも生きてます（2017年10月4日、ポニーキャニオン）
- 3バカのアフタースクール メイキング オブ『ちょっとまて野球部!』（2018年1月10日、東映ビデオ）
- 奥様は、取り扱い注意（2018年4月18日、バップ）
- 映画『ちょっとまて野球部!』（2018年5月23日、東映ビデオ）
- 映画『覆面系ノイズ』Blu-ray&DVD（2018年6月6日、ポニーキャニオン）
- テレビドラマ『わたしに××しなさい!』（2018年6月13日、東映ビデオ）
- Amuse Presents HANDSOME FILM FESTIVAL 2017（2018年7月7日、アミューズソフトエンタテインメント）
- 映画『曇天に笑う』Blu-ray&DVD（2018年9月12日、松竹）
- 連続テレビ小説『半分、青い。』完全版 Blu-ray&DVD BOX3（2018年12月21日、NHKエンタープライズ）
- 映画『わたしに××しなさい!』（2019年1月9日、東映ビデオ）
- テレビドラマ『ゼロ 一獲千金ゲーム』Blu-ray&DVD BOX（2019年2月6日、ジェイ・ストーム）
- 映画『春待つ僕ら』Blu-ray&DVD（2019年5月10日、ワーナー・ブラザース・ホームエンターテイメント）
- 映画『サムライマラソン』（2019年7月24日、ハピネット・マーケティング）
- 小関裕太 DVD『Kiitos![キートス]〜Yuta Koseki in Finland〜』（2019年11月23日、アミューズソフトエンタテインメント）
- 15th Anniversary SUPER HANDSOME LIVE『JUMP↑ with YOU』（2020年7月10日、アミューズソフトエンタテインメント）
- SUPER HANDSOME LIVE 2021 OVER THE RAINBOW（2021年10月20日、アミューズソフトエンタテインメント）

## 書籍

### 雑誌連載
- 月刊ダンスビュウ（2007年12月号 - 2008年3月号、モダン出版）
- GENIC『小関裕太の自分探しの旅「スキ」』（2020年7月号 - 、ミツバチワークス株式会社）
- ELLE DECOR『小関裕太が探す 癒やしのデザイン』（2025年5月号 - 、講談社）

### 写真集
- 小関裕太 ファースト写真集『ゆうたび。』（2014年12月20日、ワニブックス）
- 小関裕太 Photo book『22你好』（2017年7月28日、アミューズ）
- 小関裕太 セカンド写真集『小関くん』（2018年10月6日、ワニブックス）
- 小関裕太 サード写真集『Kiitos![キートス]〜Yuta Koseki in Finland〜 photo by Jun Imajo』（2019年11月23日、アミューズ）
- 小関裕太 作品集『LIKES』（2024年6月8日、ミツバチワークス）[162]
- 小関裕太 アーカイブブック『Y』（2025年7月10日、ワニブックス）[114]

### 文庫本
- 高校デビューは波乱の如く!（2014年7月25日、小学館エンジェル文庫）[163]
- たしかに恋だった Twinkle Love（2014年9月25日、集英社ピンキー文庫）[164]
- たしかに恋だった Dearest Love（2014年11月21日、集英社ピンキー文庫）[164]

### カレンダー
- 小関裕太 2017年カレンダー（2016年11月19日、アミューズ）
- 小関裕太 2018年カレンダー（2017年10月6日、アミューズ）
- 小関裕太 2019年カレンダー（2018年11月9日、アミューズ）
- 小関裕太 2020-2021カレンダー（2020年3月下旬、アミューズ）
- 小関裕太 2021-2022カレンダー『FOUR SEASONS』（2021年3月下旬、アミューズ）[165]
- 小関裕太 2022-2023カレンダー『Mane』（2022年3月上旬、アミューズ）[166]
- 小関裕太 2023-2024カレンダー『fashionsnap』（2023年3月中旬、アミューズ）[167]
- 小関裕太 2024-2025カレンダー（2024年3月中旬、アミューズ）[168]
- 小関裕太 2025-2026年カレンダー（2025年3月、アミューズ）[169]

### その他
- 20th Birthday Special Book『yk-20th』（2015年6月7日、アミューズ）
- 21st Birthday Special Book『yk-21st』（2016年6月11日、アミューズ）